# Pácora
Pácora è un comune della Colombia facente parte del dipartimento di Caldas.
Il centro abitato venne fondato da José Maria Montoya, Cornelio e Antonio Marín Marín, José Miguel e Antonio Maria Peláez, Marco Delgado, Vicente Huertas, Antonio e Faustino Ramírez, Nepomuceno, Pablo, Cosme, José Antonio Marulanda Francisco, Manuel, Pedro e Gregorio Jaramillo nel 1817, mentre l'istituzione del comune è del 1818.